# Halieutaea brevicauda
Halieutaea brevicauda är en fiskart som beskrevs av Ogilby, 1910. Halieutaea brevicauda ingår i släktet Halieutaea och familjen Ogcocephalidae. Inga underarter finns listade i Catalogue of Life.